# اچ‌ام‌اس دیدو (۱۷۸۴)
اچ‌ام‌اس دیدو (۱۷۸۴) (به انگلیسی: HMS Dido (1784)) یک کشتی بود که طول آن ۱۲۰ فوت ۵ اینچ (۳۶٫۷۰ متر) بود. این کشتی در سال ۱۷۸۴ ساخته شد.